# Parque Nacional da Mupa

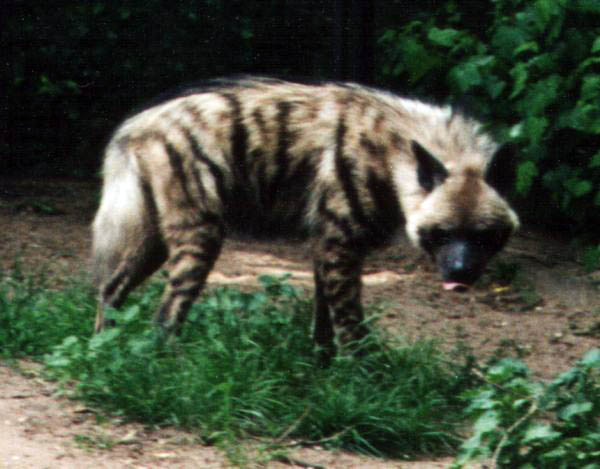
Hiena é um dos animais nativos do parque

O Parque Nacional da Mupa é uma área protegida angolana, localizada em Cunene. Ocupa uma área de 6.600 km².

## História
O Parque Nacional da Mupa foi estabelecido como Reserva de Caça em 1938, e transformado em parque nacional em 1964.
Muitos angolanos residem no interior do parque, que, juntamente com os pastores nômades e prospecção mineral ameaçam destruir a avifauna do parque. Também este parque perfaz um dos patrimônios culturais de Angola.

## Geografia
A paisagem é de basicamente colinas, com uma pluviosidade anual de 620 mm e com uma temperatura média de 22,8° C.
Há três tipos diferentes de vegetação: mosaico floresta-savana, floresta aberta e savana seca com arbustos.
Apesar deste Parque ter sido criado em 1964 para proteger a Giraffa camelopardalis angolensis, crê-se que em 1974 já não existia nenhuma. Os mamíferos que caracterizam o Parque são a cahama, o leão, leopardo e a hiena.